# Andrej Volokitin
Andrej Oleksandrovitsj Volokitin (Oekraïens: Андрій Олександрович Волокітін) (Lviv, 18 juni 1986) is een Oekraïense schaker. In 2001 werd hem door de FIDE de titel Grootmeester (GM) toegekend. Twee keer was hij kampioen van Oekraïne.
- Volokitin werd in 1997 en 1998 Oekraïens jeugdkampioen in de categorie tot 12 jaar.
- Op het Wereldkampioenschap schaken voor jeugd won hij twee medailles: zilver, achter Teimour Radjabov, in 1998 in Oropesa del Mar in de categorie tot 12 jaar[1] en brons in 1999 in dezelfde plaats in de categorie tot 14 jaar.[2] In 1999 was hij onderdeel van het Oekraïense nationale jeugdteam dat in Goerzoef de Schaakolympiade voor teams met spelers tot 16 jaar won.[3]
- In 2001 verkreeg hij op 15-jarige leeftijd de grootmeestertitel.
- In 2001 werd hij in Pokrov tweede op het Oekraïens kampioenschap, achter Aleksandar Berelovitsj.
- Eveneens in 2001 nam hij in Moskou deel aan het FIDE Wereldkampioenschap, waar hij in ronde 1 via snelschaken in de tiebreak werd uitgeschakeld door de Rus Konstantin Sakajev.
- In 2003 won Volokitin op de Bermuda's het Southampton-Open.
- In 2004 bereikte hij de top 100 van de FIDE-ranglijst van beste spelers ter wereld.
- Van 23 augustus t/m 2 september 2004 werd in Charkov het toernooi om het 73e kampioenschap van Oekraïne gespeeld. Dit knockout-toernooi won Volokitin door in de finale met 1.5–0.5 te winnen van Anton Korobov.[4] Aleksandr Mojsejenko eindigde op de derde plaats.
- In 2005 won hij het knockout-toernooi van Luzern door in de finale met 2-0 de Amerikaan Hikaru Nakamura te verslaan.
- In juni 2005 werd in León (Spanje) een rapidschaak match van vier partijen gespeeld tussen Jan Timman en Volokitin, die met 2.5 tegen 1.5 door Volokitin gewonnen werd. Het toernooi werd ook wel het "Duelo de Generationes" genoemd, vanwege het grote leeftijdsverschil tussen beide spelers.
- In juli 2005 werd in Biel het Biel grootmeestertoernooi met 6 punten uit 10 ronden door Volokitin gewonnen, gedeeld met Boris Gelfand.
- In september 2005 won hij in Lausanne het 6e knock-outtoernooi Young Masters, met een performance rating van 2984.[5]
- In januari 2012 won Volokitin het Donostia Chess Festival knockout toernooi in San Sebastián, Baskenland, Spanje, door in de finale te winnen van Viktor Láznička. In dit toernooi speelde iedere speler simultaan aan twee borden tegen zijn opponent, aan het ene bord met wit, aan het andere met zwart. Deze speelwijze, die in dit toernooi voor het eerst gebruikt werd, kreeg later de naam "Basque chess".[6][7]
- In 2015 won hij in Lviv via tiebreak het kampioenschap van Oekraïne, nadat hij samen met Martyn Kravtsiv en Zachar Jefimjenko 7 pt. uit 11 behaald had.[8]
- In 2016 eindigde Volokitin ongedeeld als eerste op het 20e Vidmar Memorial, een internationaal invitatie-toernooi in Bled, Slovenië.

## Nationale teams
Volokitin nam met het team van Oekraïne in de volgende jaren deel aan de Schaakolympiade: 2004, 2006, 2008, 2012 en 2016. Met het team won hij, spelend aan het derde bord, de Olympiade in 2004; het team werd derde in 2012. In 2016 was hij met 8½ pt. uit 9 de speler met de beste individuele prestatie in het open toernooi, het team behaalde hier de tweede plaats. 
Ook speelde hij namens Oekraïne in het WK landenteams van 2005. Tevens speelde hij in het EK landenteams in 2001, 2007, 2009 en 2013, waarbij hij in 2009 in Novi Sad zowel met het team als individueel de derde plaats bereikte.

## Boek
- Andrei Volokitin, Vladimir Grabinsky, Perfect Your Chess (Gambit Publications, 2007) ISBN 1-904600-82-4